# Micropop
Micropop er en dansk duo bestående af Frederik Thaae (A Kid Hereafter) og produceren Naim Nafar.
Projektet opstod kort efter Naim var opvarmning for A Kid Hereafter tilbage i slutningen af 2008.
Micropop blev de to kunstneres musikalske legestue og er udlagt som et singleprojekt.
Der er ingen langsigtet albumstrategi men kun den umiddelbare glæde ved musikken, som udmønter sig drypvis i numre.
Første single fra duoen var nummeret "Smell Your Bacon".
| Musikgruppe | Spire Denne artikel om en dansk musikgruppe er en spire som bør udbygges. Du er velkommen til at hjælpe Wikipedia ved at udvide den. |